# Морріс (Манітоба)
Морріс (англ. Morris) — містечко в Канаді, у провінції Манітоба, центр однойменного сільського муніципалітету.

## Населення
За даними перепису 2016 року, містечко нараховувало 1885 осіб, показавши зростання на 4,9%, порівняно з 2011-м роком. Середня густина населення становила 309,1 осіб/км².
З офіційних мов обидвома одночасно володіли 190 жителів, тільки англійською — 1 675, а 10 — жодною з них. Усього 310 осіб вважали рідною мовою не одну з офіційних, з них 5 — одну з корінних мов, а 10 — українську.
Працездатне населення становило 69,6% усього населення, рівень безробіття — 10,1% (11,7% серед чоловіків та 8,2% серед жінок). 89,4% осіб були найманими працівниками, а 7,7% — самозайнятими.
Середній дохід на особу становив $41 135 (медіана $34 133), при цьому для чоловіків — $50 153, а для жінок $32 797 (медіани — $42 112 та $27 712 відповідно).
29,4% мешканців мали закінчену шкільну освіту, не мали закінченої шкільної освіти — 30,8%, 39,5% мали післяшкільну освіту, з яких 31,4% мали диплом бакалавра, або вищий, 10 осіб мали вчений ступінь.
| Статево-вікова структура населення | Статево-вікова структура населення | Статево-вікова структура населення | Статево-вікова структура населення | Статево-вікова структура населення |
| ---------------------------------- | ---------------------------------- | ---------------------------------- | ---------------------------------- | ---------------------------------- |
|                                    |                                    |                                    |                                    |                                    |
| Всього                             | Всього                             | 48,7%51,3%                         |                                    |                                    |
| 0 — 14 років                       | 0 — 14 років                       |                                    | 18,3%                              | 18,3%                              |
| 15 — 64 років                      | 15 — 64 років                      |                                    | 63,4%                              | 63,4%                              |
| 65 і більше                        | 65 і більше                        |                                    | 18,3%                              | 18,3%                              |
| 85 і більше                        | 85 і більше                        |                                    | 3,7%                               | 3,7%                               |
| 100 і більше                       | 100 і більше                       |                                    | 0,5%                               | 0,5%                               |
| Середній вік (років)               | Середній вік (років)               | 39,541,3                           | 40,4                               | 40,4                               |
| Медіана (років)                    | Медіана (років)                    | 37,239,2                           | 38,5                               | 38,5                               |
| — чоловіки — жінки                 |                                    |                                    |                                    |                                    |

| Походження мешканців:     | Походження мешканців:     | Походження мешканців: | Походження мешканців: | Походження мешканців: |
| ------------------------- | ------------------------- | --------------------- | --------------------- | --------------------- |
| Походження                |                           |                       | осіб                  | %                     |
| Корінні американці        | Корінні американці        |                       | 270                   | 14.71%                |
| Інше північноамериканське | Інше північноамериканське |                       | 560                   | 30.52%                |
| Європейське               | Європейське               |                       | 1 465                 | 79.84%                |
| британське                | британське                |                       | 615                   | 33.51%                |
| французьке                | французьке                |                       | 415                   | 22.62%                |
| українське                | українське                |                       | 165                   | 8.99%                 |
| Латинськоамериканське     | Латинськоамериканське     |                       | 55                    | 3%                    |
| Карибське                 | Карибське                 |                       | 10                    | 0.54%                 |
| Азійське                  | Азійське                  |                       | 95                    | 5.18%                 |

| Зайнятість населення за галузями (за класифікацією NOC): | Зайнятість населення за галузями (за класифікацією NOC): | Зайнятість населення за галузями (за класифікацією NOC): | Зайнятість населення за галузями (за класифікацією NOC): | Зайнятість населення за галузями (за класифікацією NOC): |
| -------------------------------------------------------- | -------------------------------------------------------- | -------------------------------------------------------- | -------------------------------------------------------- | -------------------------------------------------------- |
|                                                          |                                                          |                                                          |                                                          |                                                          |
| Управління                                               | Управління                                               |                                                          | 11,4%                                                    | 11,4%                                                    |
| Бізнес, фінанси та адміністрування                       | Бізнес, фінанси та адміністрування                       |                                                          | 15,3%                                                    | 15,3%                                                    |
| Природничі та прикладні науки                            | Природничі та прикладні науки                            |                                                          | 2%                                                       | 2%                                                       |
| Охорона здоров'я                                         | Охорона здоров'я                                         |                                                          | 7,9%                                                     | 7,9%                                                     |
| Освіта, правозахист, муніципальні та урядові служби      | Освіта, правозахист, муніципальні та урядові служби      |                                                          | 8,4%                                                     | 8,4%                                                     |
| Мистецтво, культура, відпочинок та спорт                 | Мистецтво, культура, відпочинок та спорт                 |                                                          | 2%                                                       | 2%                                                       |
| Роздрібна торгівля та послуги                            | Роздрібна торгівля та послуги                            |                                                          | 20,3%                                                    | 20,3%                                                    |
| Гуртова торгівля, транспорт та обладнання                | Гуртова торгівля, транспорт та обладнання                |                                                          | 22,3%                                                    | 22,3%                                                    |
| Природні ресурси, сільське господарство                  | Природні ресурси, сільське господарство                  |                                                          | 5,9%                                                     | 5,9%                                                     |
| Виробництво                                              | Виробництво                                              |                                                          | 4,5%                                                     | 4,5%                                                     |

## Клімат
Середня річна температура становить 3°C, середня максимальна – 24,2°C, а середня мінімальна – -24,1°C. Середня річна кількість опадів – 532 мм.
| Клімат поселення                              | Клімат поселення | Клімат поселення | Клімат поселення | Клімат поселення | Клімат поселення | Клімат поселення | Клімат поселення | Клімат поселення | Клімат поселення | Клімат поселення | Клімат поселення | Клімат поселення | Клімат поселення |
| Показник                                      | Січ.             | Лют.             | Бер.             | Квіт.            | Трав.            | Черв.            | Лип.             | Серп.            | Вер.             | Жовт.            | Лист.            | Груд.            |                  |
| Середній максимум, °C                         | −11              | −7,02            | 0,59             | 10,60            | 18,89            | 24,02            | 24,15            | 23,22            | 17,96            | 10,60            | 0,20             | −9,2             |                  |
| Середня температура, °C                       | −17,54           | −13,58           | −5,94            | 4,08             | 12,36            | 17,50            | 19,47            | 18,57            | 13,29            | 5,92             | −4,5             | −13,84           |                  |
| Середній мінімум, °C                          | −24,1            | −20,1            | −12,45           | −2,48            | 5,80             | 10,97            | 14,80            | 13,90            | 8,60             | 1,28             | −9,2             | −18,51           |                  |
| Норма опадів, мм                              | 23               | 17               | 27               | 32               | 65               | 86               | 79               | 68               | 49               | 37               | 24               | 25               |                  |
| Середньомісячна швидкість вітру, м/с          | 4.36             | 4.30             | 4.40             | 4.60             | 4.60             | 4.00             | 3.50             | 3.70             | 4.20             | 4.50             | 4.50             | 4.40             |                  |
| Середньомісячна сонячна радіація, кДж/м²·день | 4384             | 7589             | 12424            | 16876            | 19834            | 21022            | 21737            | 18522            | 12874            | 7701             | 4380             | 3221             |                  |
| --------------------------------------------- | ---------------- | ---------------- | ---------------- | ---------------- | ---------------- | ---------------- | ---------------- | ---------------- | ---------------- | ---------------- | ---------------- | ---------------- | ---------------- |
| Джерело:                                      |                  |                  |                  |                  |                  |                  |                  |                  |                  |                  |                  |                  |                  |